# Mendele Moïkher Sforim
Œuvres principales
Les Voyages de Benjamin III
Mendele Moïkher Sforim (yiddish : מענדעלע מוכר ספֿרים « Mendele le marchand de livres »), pseudonyme de Cholem Yankev Abramovich (yiddish : שלום יעקב אַבראַמאָװיטש, russe : Соломон Моисеевич Абрамович Solomon Moïseyevich Abramovitch), est un auteur juif du XIXe siècle (Kapyl, le 2 janvier 1836 C.J. - Odessa, le 8 décembre 1917), considéré comme le « grand-père de la littérature yiddish » et l’un des fondateurs de la littérature hébraïque moderne. Il est le père du poète et traducteur Mikhaïl Abramovitch (ru) (1859-1940) et le grand-père de l'aviateur Vsevolod Abramovitch.

## Jeunesse
Mendele est né dans une famille pauvre de Kopyl près de Minsk alors en Russie (actuellement capitale de la Biélorussie) et a perdu son père, Chaim Moyshe Broyde, peu de temps après sa Bar Mitsva. Il étudie dans une yechiva à Slutsk et à Vilnius jusqu'à l'âge de 17 ans ; durant cette période, il est interne de jour avec le système du Teg-Essen (mangeant chaque jour dans une maison différente), dévorant les restes, et souvent affamé.
Après, Mendele voyage énormément en Biélorussie, en Ukraine et en Lituanie en compagnie d'un mendiant grossier du nom de Avreml Khromoy (du russe : « Avreml le boiteux » ; Avreml deviendra par la suite une source d'inspiration pour le personnage principal de Fishke der Krumer, Fishke le boiteux).
En 1854, Mendele s'installe à Kamianets-Podilskyï, où il fait connaissance de l'écrivain et poète Avrom Ber Gotlober, qui l'aide à apprendre la culture profane, la philosophie, la littérature, l'histoire, le russe et d'autres langues.

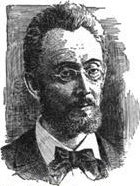
Mendele Moich Sforim - d'après la Jewish Encyclopedia.

## Premières œuvres
Le premier article de Mendele, « Lettre sur l'éducation », paraît en 1857 dans le premier journal en hébreu, Hamaggid. Son mentor, Gotlober, avait soumis l’article de son protégé au journal sans l’en avertir au préalable. À Berditchev, en Ukraine, où il vit de 1858 à 1869, il commence à publier des romans aussi bien en hébreu qu'en yiddish. Ayant offensé les autorités locales avec sa satire, il quitte Berditchev pour enseigner à l'école rabbinique de Jytomyr, subventionnée par le gouvernement et relativement libérale du point de vue théologique. Il reste dans cette ville de 1869 à 1881, puis s'établit à Odessa, où il devient responsable d'une école traditionnelle. Il vivra à Odessa de 1881 jusqu'à sa mort en 1917.

## Grand-père de la littérature yiddish
Mendele écrit initialement en hébreu, inventant de nombreux mots dans cette langue, mais par la suite il passe au yiddish afin d'augmenter son audience. Comme Cholem Aleichem, il utilise un pseudonyme, pensant que l'utilisation de la langue vernaculaire des ghettos, le yiddish, n'est pas adaptée au travail littéraire sérieux; une idée qu'il fera beaucoup pour dissiper. Ses écrits portent fortement la marque de la Haskala. Il est considéré par beaucoup comme le « grand-père de la littérature yiddish » ; son style aussi bien en hébreu qu'en yiddish a grandement influencé plusieurs générations d'écrivains.
Bien que l'histoire du journalisme en yiddish soit un peu plus ancienne que celle en hébreu, le Kol Mevasser, qu'il soutient depuis le début et où il publie sa première histoire en yiddish, « Dos Kleine Menshele » (« Le petit homme ») en 1863, est généralement considéré comme le premier journal stable et le plus important en yiddish.

## Idéologie et dernières œuvres
Selon Sol Liptzin, dans ses premiers récits en yiddish, Mendele « voulait être utile à son peuple plutôt que gagner des lauriers littéraires ».
Le récit « Le petit homme » et la pièce dramatique Die Takse (« La taxe ») de 1869, condamnent tous les deux la corruption concernant les taxes religieuses (et plus spécifiquement la taxe sur la viande cachère) qui sont détournées au bénéfice des dirigeants de la communauté plutôt que d'être distribuées aux pauvres. Cette tendance satirique continue dans Die Klatshe (Le canasson, 1873) qui raconte l'histoire d'un prince, que l'on peut identifier au peuple juif, qui ensorcelé et transformé en bête de somme, garde sa supériorité morale malgré ses souffrances.
Ses œuvres ultérieures deviennent plus humaines et moins satiriques : tout d'abord avec Fishke (écrit en 1868-1888) puis par la suite avec l'œuvre inachevée Masoes Binyamin Hashlishi (Les pérégrinations de Benjamin III, 1878), un récit picaresque souvent comparé à Don Quichotte et qui vaudra à l’auteur son surnom de « Don Cervantes juif ».
Comme avec Fishke, Mendele travaille et retravaille pendant plusieurs décennies à son long roman Dos Vinshfingeril (L'anneau du désir, 1889); au moins deux versions précèdent la version finale. C'est l'histoire d'un maskil (adepte de la Haskalah) comme Mendele lui-même, qui s'enfuit d'une pauvre ville, survit misérablement pour obtenir une éducation laïque, mais dont les rêves de fraternité universelle vont se transformer, à la suite des pogroms de 1880, en rêve de nationalisme juif.
Sa dernière œuvre majeure est son autobiographie, Shloyme Reb Chaims, terminée peu de temps avant sa mort.

## Livres en français
- Les Voyages de Benjamin III, Circé (19 juin 1998), collection Circé Poche  (ISBN 978-2842420499)
- Fishke le Boiteux, Le Cerf (3 avril 1996)  (ISBN 9782204053099)
- La Haridelle, traduction de Batia Baum, Bibliothèque Medem, Paris, 2008  (ISBN 978-2-9520107-5-7)
- L'Anneau magique, traduction de Batia Baum, Bibliothèque Medem, Paris, 2019  (ISBN 979-10-91238-12-0)